# 530 Turandot
530 Turandot è un asteroide della fascia principale del diametro medio di circa 84,85 km. Scoperto nel 1904, presenta un'orbita caratterizzata da un semiasse maggiore pari a 3,1823238 UA e da un'eccentricità di 0,2214217, inclinata di 8,56312° rispetto all'eclittica.
Il nome è un omaggio alla Turandot di Giacomo Puccini e alla principessa omonima, protagonista dell'opera.